# رستم‌آباد (اردل)
رستم‌آباد، مرکز دهستان پشتکوه از توابع بخش مرکزی شهرستان اردل در استان چهارمحال و بختیاری است.

## جمعیت
این روستا در دهستان پشتکوه قرار دارد و براساس سرشماری مرکز آمار ایران در سال۱۴۰۰، جمعیت آن۲۶۵۸ نفر (567خانوار) بوده‌است.مردم روستا از ایل بختیاری بیشتر از طایفه زراسوند میباشند و به زبان لری بختیاری صحبت میکنند.